# Монтроуз (Іллінойс)
Монтроуз (англ. Montrose) — селище (англ. village) в США, в округах Еффінґгем і Камберленд штату Іллінойс. Населення — 210 осіб (2020).

## Географія
Монтроуз розташований за координатами 39°9′57″ пн. ш. 88°22′39″ зх. д. / 39.16583° пн. ш. 88.37750° зх. д. (39.165951, -88.377634).  За даними Бюро перепису населення США в 2010 році селище мало площу 1,79 км², уся площа — суходіл.

## Демографія
Згідно з переписом 2010 року, у селищі мешкала 201 особа в 93 домогосподарствах у складі 51 родини. Густота населення становила 112 особи/км².  Було 103 помешкання (58/км²).
Расовий склад населення:
| - 96,0 % — білих - 4,0 % — осіб інших рас |

До двох чи більше рас належало 0,0 %. Частка іспаномовних становила 5,5 % від усіх жителів.
За віковим діапазоном населення розподілялося таким чином: 16,4 % — особи молодші 18 років, 63,2 % — особи у віці 18—64 років, 20,4 % — особи у віці 65 років та старші. Медіана віку мешканця становила 45,2 року. На 100 осіб жіночої статі у селищі припадало 99,0 чоловіків;  на 100 жінок у віці від 18 років та старших — 104,9 чоловіків також старших 18 років.
Середній дохід на одне домашнє господарство  становив 41 093 долари США (медіана — 36 477), а середній дохід на одну сім'ю — 44 023 долари (медіана — 37 045). За межею бідності перебувало 13,9 % осіб, у тому числі 10,6 % дітей у віці до 18 років та 13,3 % осіб у віці 65 років та старших.
Цивільне працевлаштоване населення становило 112 особи. Основні галузі зайнятості: виробництво — 27,7 %, освіта, охорона здоров'я та соціальна допомога — 14,3 %, транспорт — 10,7 %, роздрібна торгівля — 9,8 %.